# Les Hauts-Geneveys
Les Hauts-Geneveys is een plaats en voormalige gemeente in het Zwitserse kanton Neuchâtel. In 2013 is de voormalige gemeente opgegaan in de gemeente Val-de-Ruz.
Les Hauts-Geneveys telt 826 inwoners.